# Яносуке Оцука
Яносуке Оцука (на японски: 大塚弥之助) е японски геолог и професор.

## Биография
Оцука е роден в квартал Нихонбаши в историческия център на Токио на 11 юли 1903 г. Той учи в гимназията към Токийското висше нормално училище, а след това продължава в гимназия в Шизуока.
Постъпва във Факултета по геология на Имперския университет в Токио, който завършва през 1929 г. Като студент той изучава методите на историческата геология от Йошиаки Озава, топографията от Таро Цуджимура и ценозойската биологична стратиграфия от Шигеясу Токунага.
След дипломирането си започва работа в Института за изследване на земетресенията на университета в Токио през 1930 г., където става доцент през 1939 г. и професор през 1943 г.
Има значителен принос за характеризирането на разломите в Тихоокеанския огнен пръстен, ефектите на цунамитата, таксономията на мекотелите, палеоклиматологията, картографирането на ценозойските слоеве и терциерната история на Японския архипелаг.
Умира преждевременно от белодробна туберкулоза на 7 август 1950 г. на 47-годишна възраст, тъй като по онова време в Япония все още няма ефективна антимикробна терапия

## Коефициент на Оцука
В биологията е известен с коефициента на прилика на Оцука (наречен още коефициент на Оцука-Очиай или само коефициент на Очиай), който може да бъде изразен като:
{\displaystyle K={\frac {|A\cap B|}{\sqrt {|A|\times |B|}}}}
Тук {\displaystyle A} и {\displaystyle B} са множества, а {\displaystyle |A|} е броят на елементите в {\displaystyle A}. Ако множествата са представени като битови вектори, коефициентът на прилика на Оцука е евивалентен на така наречената косинусова прилика.